# Burgstall Schlosshügel
Der Burgstall Schlosshügel bei Weidenberg ist eine abgegangene Höhenburganlage bzw. eine Ringwallanlage vom Typus einer Turmhügelburg (Motte) aus dem frühen Mittelalter. Er liegt am Südrand des Fichtelgebirges auf 699 m ü. NHN oberhalb von Sophienthal, eines Gemeindeteils des Marktes Weidenberg im oberfränkischen Landkreis Bayreuth in Bayern. Der Burgstall wurde mittels Sondagen teilweise erkundet und in der Vergangenheit wiederholt kartographiert.

## Geschichte
Es wurden bisher keine Niederschriften über die Burganlage gefunden, auch ist ihr Name nicht überliefert. Es könnte sich jedoch um die seit 1412 in Lehensurkunden genannte Befestigung „Gurtstein mitsamt dem Walde“ handeln.
Auf einer strategisch günstigen Geländeerhebung baute man einen Turm zur Überwachung des Umlandes mit Blickkontakt zu benachbarten Signalhügeln im Weidenberger Tal, ins obere Steinachtal und in die nördlichen Oberpfalz (große Burganlage: Rauher Kulm). Im Laufe der Zeit wurde dieser Turmhügel zu einer Ringwallanlage ausgebaut.
Der Heimatforscher Joachim Kröll schrieb dazu:

„Man kann die Reste besonders gut erkennen, die zeigen wie ursprünglich ein Turmhügel auf der Höhe allein stand und an ihn heran weitere Teile einer Befestigung gebaut wurden, die durch Gräben und Wälle gesichert war. Man versetzt die Anlage in romanische Zeit, was im Vergleich mit anderen Turmhügeln spätestens in das frühe 11. Jahrhundert weisen würde.“

## Aufgaben und Verwendungszweck

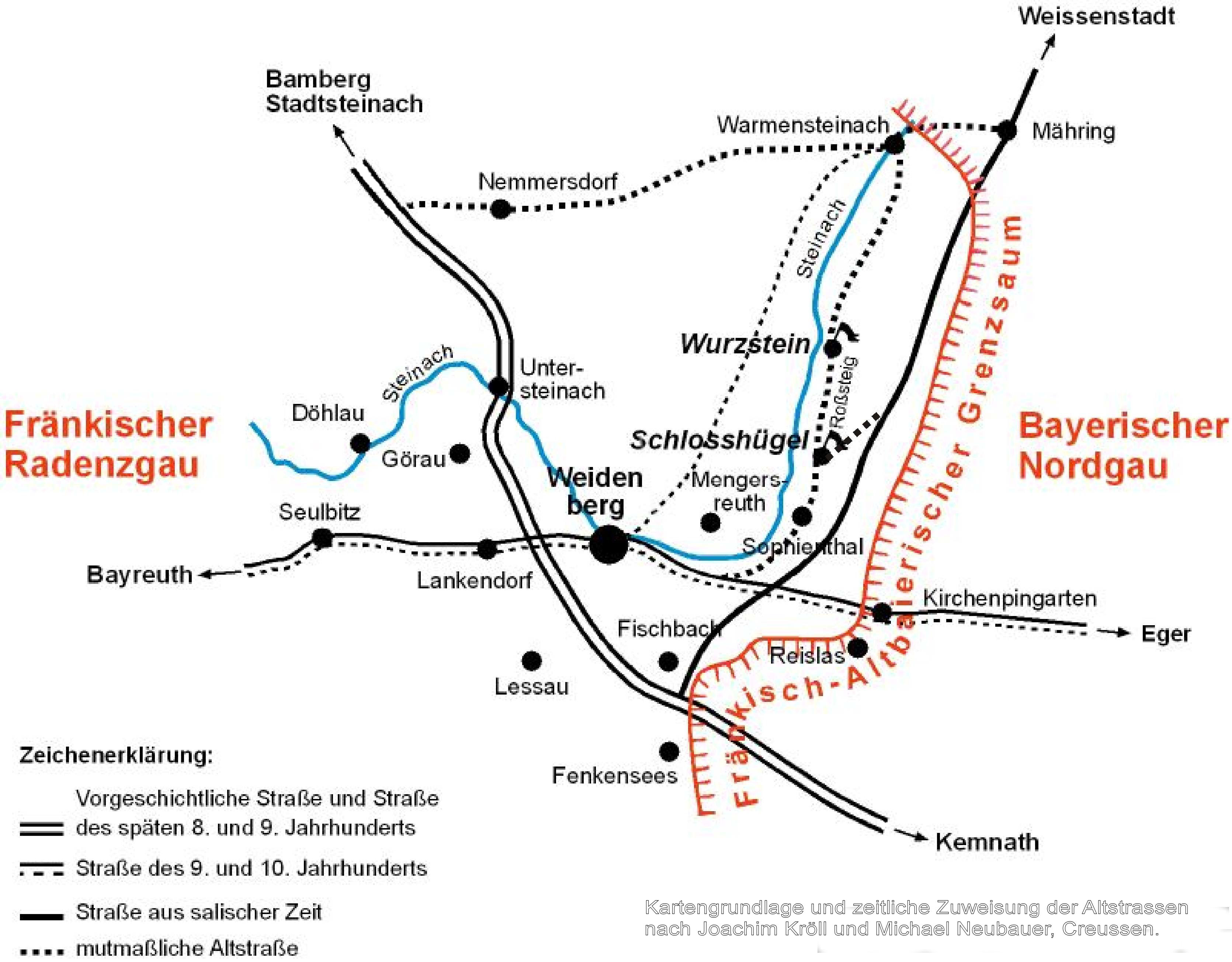
Das von der Burganlage aus kontrollierte Altstraßennetz um Weidenberg

Die Burg diente ursprünglich als Turmhügelburg (Motte) der Überwachung und Sicherung der Altstraßen und als Stützpunkt für militärischen Geleitschutz. Wahrscheinlich erfüllte sie auch die Funktion einer Grenzbefestigung im fränkisch-baierischen Grenzsaum. Dazu wurde sie mit mehreren Sicherungswällen weiter ausgebaut, um Platz für Truppenlager zu schaffen. Spuren dieser äußeren Wälle sind noch sichtbar. Die Versorgung dieser Truppen könnte vom Weiler Neuhaus aus erfolgt sein, zu dem ein noch vorhandener Wassergraben aus dem Gebiet des Kreuzsteins angelegt wurde.

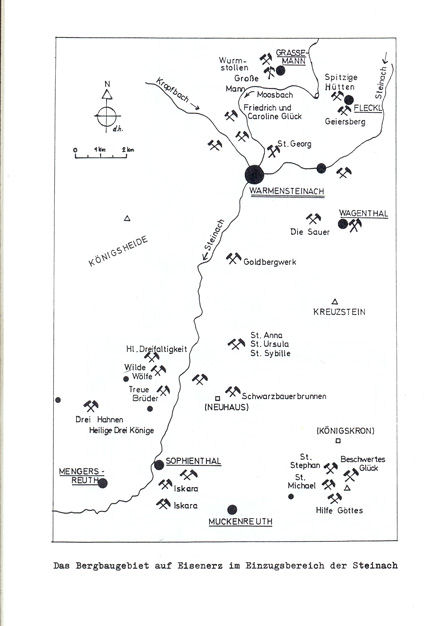
Eisenbergbau im oberen Steinachtal.

Die Burg könnte aufgrund ihrer Lage ein in Urkunden erwähnte Verwaltung, genannt „Gurtstein mitsamt dem Walde“ gewesen sein. Vielleicht war sie der erste Verwaltungsstützpunkt der königlichen Waldwirtschaft und der mittelalterlichen Eisenerzgewinnung mit Verhüttung und Verarbeitung im Steinachtal, der später nach Weidenberg verlagert wurde. Die zur Eisengewinnung notwendige Holzkohle wurde im waldreichen Fichtelgebirge mit Kohlenmeilern vor Ort erzeugt. Ein sogenannter Rennofen zur Gewinnung von Roheisen befand sich im Bereich des heutigen Sophienthal. Die Verarbeitung des Eisens erfolgte in Hammerwerken an der Warmen Steinach.

## Beschreibung der Anlage
Die Anlage besteht aus einem ovalen Kernhügel mit den Abmessungen 30 × 40 Meter, der von einem 6 bis 10 Meter breiten Außenwall mit Graben umgeben ist. Bergseitig sind noch zwei zusätzliche Wallreihen mit Gräben erkennbar. Damit entstanden innerhalb der Befestigungswälle zwei getrennte Bereiche, deren gemeinsamer Zugang auf der Westseite lag. Im oberen, inneren Bereich stand der Turm.
Die Gesamtanlage hatte eine Abmessung von 200 × 90 Metern.
Die aufgeworfenen Wälle könnten, wie damals üblich, durch Palisadenreihen mit dazwischen liegendem losen Gestein erhöht worden sein. Im inneren Bereich befindet sich eine Grube, wo der Historische Verein für Oberfranken in den Jahren 1888/89 Ausgrabungen durchgeführt hat. Dabei stieß man in etwa drei Metern Tiefe auf den Felsboden, zu dem eine in den anstehenden Glimmerschiefer gehauene Treppe mit acht Stufen führt. Möglicherweise handelt es sich um die Stelle des Turms. Im inneren und im nördlich gelegenen äußeren Bereich befanden sich wahrscheinlich Wirtschaftsgebäude. Diese und der Turm waren aus Holz gebaut.
Die Größe der Anlage deutet auf ihre überregionale Bedeutung hin.
Sie liegt auf einer bewaldeten Höhenkuppe mit heute durch den Wald eingeschränkter Sicht ins Weidenberger Tal, in die Nordoberpfalz (Rauher Kulm) und zur gegenüberliegenden Bocksleite, einem Höhenzug, auf dem im späten 8. und im 9. Jahrhundert eine Handels- und Heerstraße verlief. Diese führte von Bamberg und dem Obermainland ins Egerland.
Weitere Altstraßen führten in Nord-Süd-Richtung ins Innere des Fichtelgebirges und in Ost-West-Richtung nach Eger.
Der Historische Verein für Oberfranken besitzt in seinem Archiv einige Funde aus Sondierungsgrabungen am Schlosshügel in den Jahren 1846 und 1888/89. Man fand Tongefäßscherben mit Wellenlinien, Kohle, Knochen und Eisenreste. Der Privatdozent an der Universität Bamberg Hans Losert veröffentlichte Bilder von Tonscherben, die am Schlosshügel gefunden wurden.

## Grundrisszeichnungen

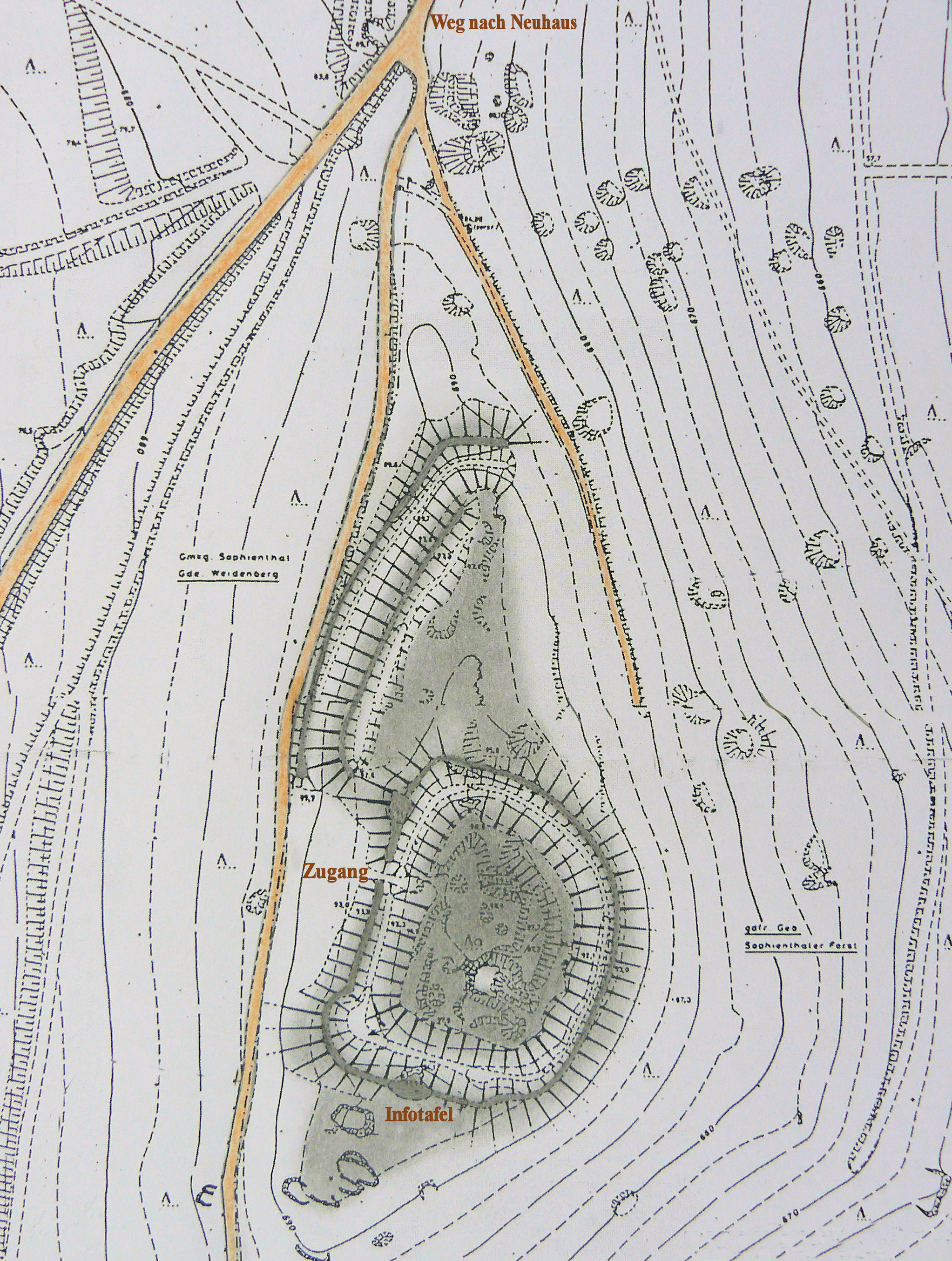
Der Burgstall heute mit den Gräben und Wällen nach einer topografischen Vermessung von 1989

Die erste Zeichnung des Burgstalles stammt von Johann Christoph Stierlein aus dem Jahre 1791 und befindet sich in der Bayerischen Staatsbibliothek München.
Es gibt auch Lageskizzen von Erich von Guttenberg aus dem Jahre 1921 und Joachim Kröll aus dem Jahre 1966 in seinem Buch Geschichte des Marktes Weidenberg. Eine geodätische Vermessung der Anlage wurde 1989 von Hermann Kerscher vom Bayerischen Landesamt für Denkmalpflege durchgeführt.
In seinem Werk zur Denkmalvermessung vergleicht Hermann Kerscher die Zeichnung des Ringwalles von Stierlein von 1791 mit der neuzeitlichen Vermessung aus dem Jahre 1989.
Der Burgstall Schlosshügel wurde vom Bayerischen Landesamt für Denkmalpflege als „mittelalterlicher Burgstall“ beschrieben und als Bodendenkmal unter der Denkmalnummer 171622 Aktennummer D-4-6036-0002 erfasst.

## Rekonstruktion der Burganlage

Versuch der Rekonstruktion der Burganlage

Beispiel eines Tores mit gestuften Palisaden von innen

Diese frühe Burganlage aus dem Mittelalter war vollständig aus Holz gebaut. An der höchsten Stelle stand ein Wohn- und Wehrturm. Die Sicherung erfolgte durch einen umlaufenden Graben mit Palisadenreihen.
Bei der der Bergseite zugewandten Vorburg handelte es sich wahrscheinlich um eine spätere Erweiterung, die ebenfalls mit einem weiteren Graben und Palisaden abgesichert war. Dort befanden sich vermutlich weitere Wohn- und Wirtschaftsgebäude.
Die Bodenspuren sind in ihrer ursprünglichen Form noch gut erhalten, sodass diese für die Rekonstruktion gute Anhaltspunkte lieferten. So waren vermutlich die Palisaden an den besonders gefährdeten Stellen zweireihig und gestuft ausgeführt.
(Dafür finden sich noch Bodenspuren, die vielleicht darauf hinweisen könnten.)
Für die Gestaltung der Gebäude, Palisaden und Brücken war man  auch auf die Vorbilder vergleichbarer Anlagen angewiesen.

## Besichtigung der Anlage

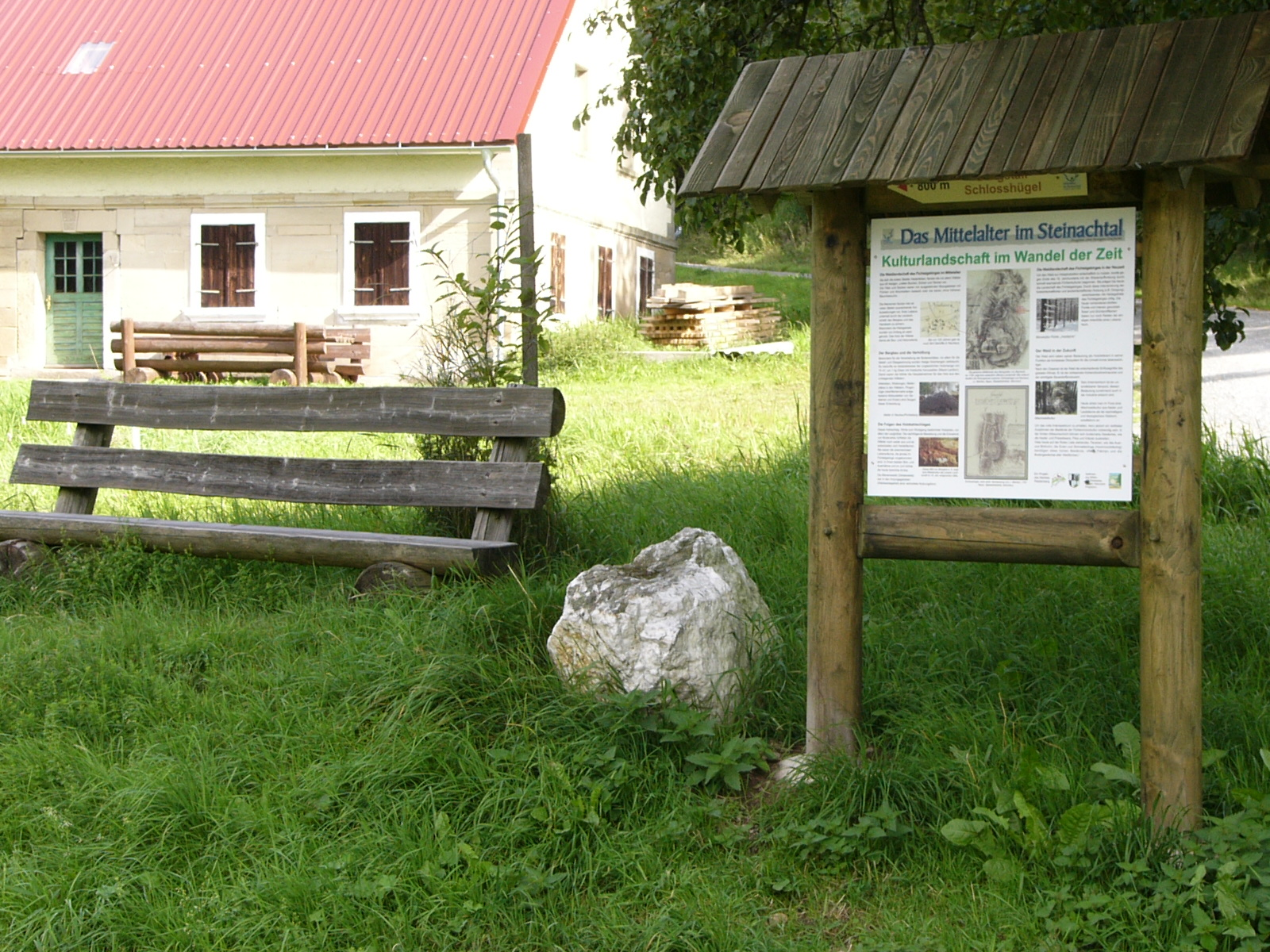
Informationstafel bei der Einöde Neuhaus am Wege zum Burgstall Schlosshügel

Der Zugang zur Burganlage ist zu Fuß und mit dem Fahrrad möglich. Man beginnt ab dem Wanderparkplatz Sophienthal auf dem Rundwanderweg Sophienthal 5 des Fichtelgebirgsvereins Weidenberg.
Nach drei Kilometern erreicht man die Einöde Neuhaus, einen abgegangenen Weiler mit ehemals fünf Bauernhäusern in einer idyllisch gelegenen Waldlichtung, von dem nur noch ein Gebäude als Diensthütte der Forstverwaltung existiert.
Dann weicht man an der Informationstafel vom Rundweg ab und geht, den Wegweisern folgend, ca. 500 Meter nach Süden auf gleicher Höhe bis zum Burgstall links vom Weg.
Von Neuhaus aus kann man auch zur nahegelegenen Burgruine Wurzstein auf einer direkten Verbindung über den sogenannten Rosssteig gelangen. Außerdem gibt es noch einen Weg zum abgegangenen Weiler Sonnengrün.
Unter dem Titel Mittelalter im Steinachtal wurden vom Verein Naturpark Fichtelgebirge Informationstafeln am Wanderparkplatz Sophienthal, in Neuhaus und am Schlosshügel aufgestellt.

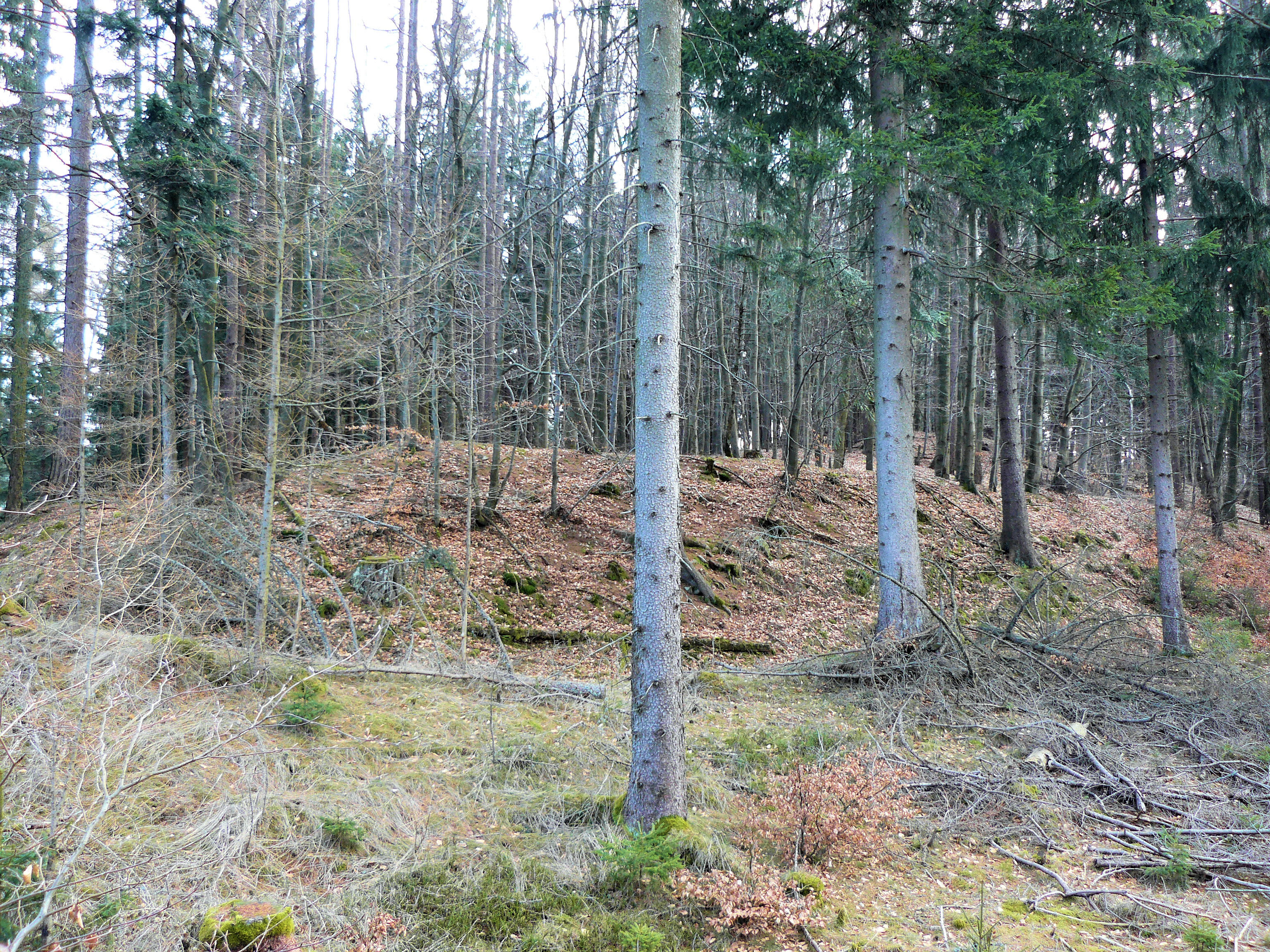
Ansicht des Burgstalles von Norden
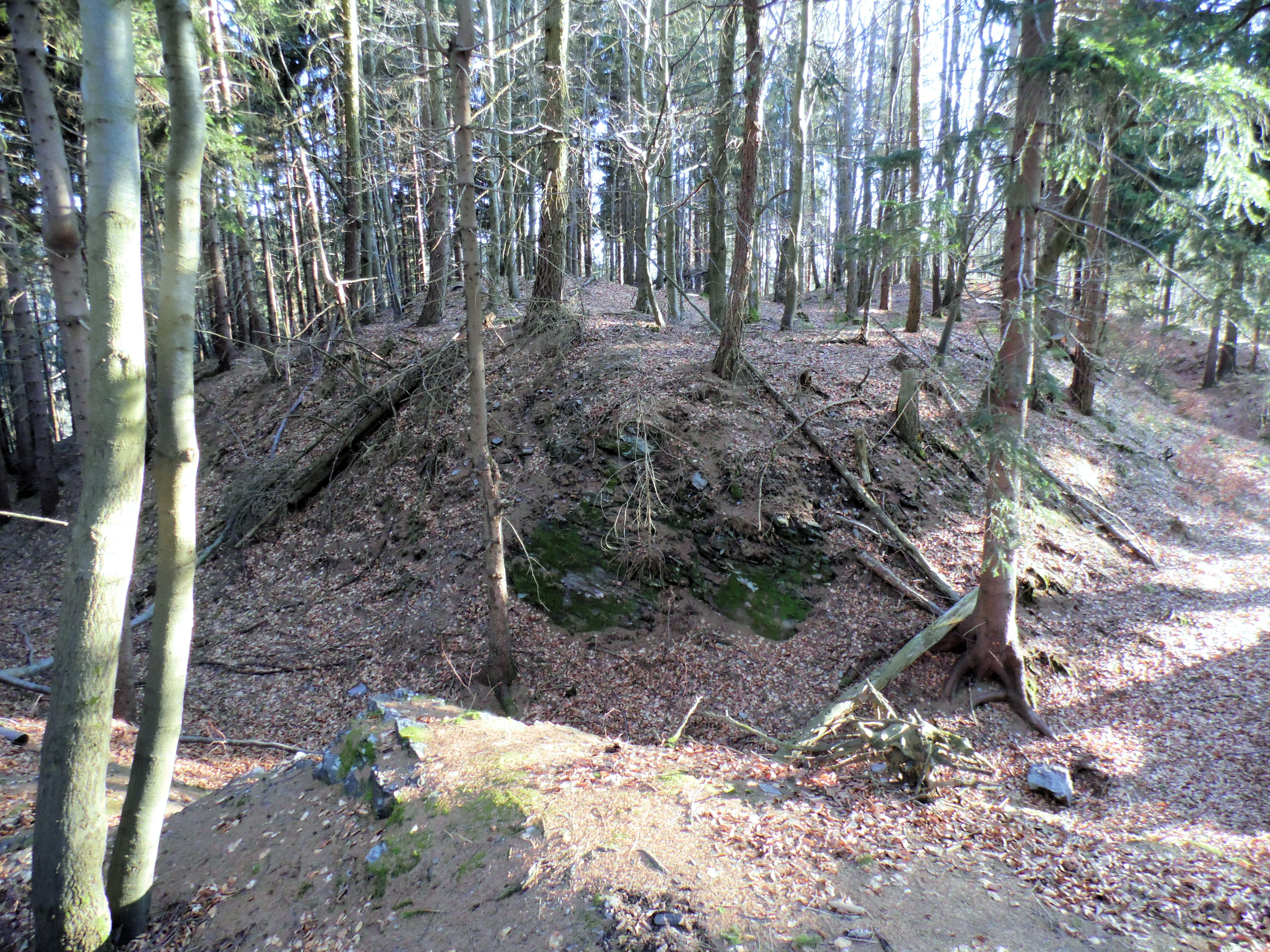
Der innere Bereich mit umlaufendem Wallgraben
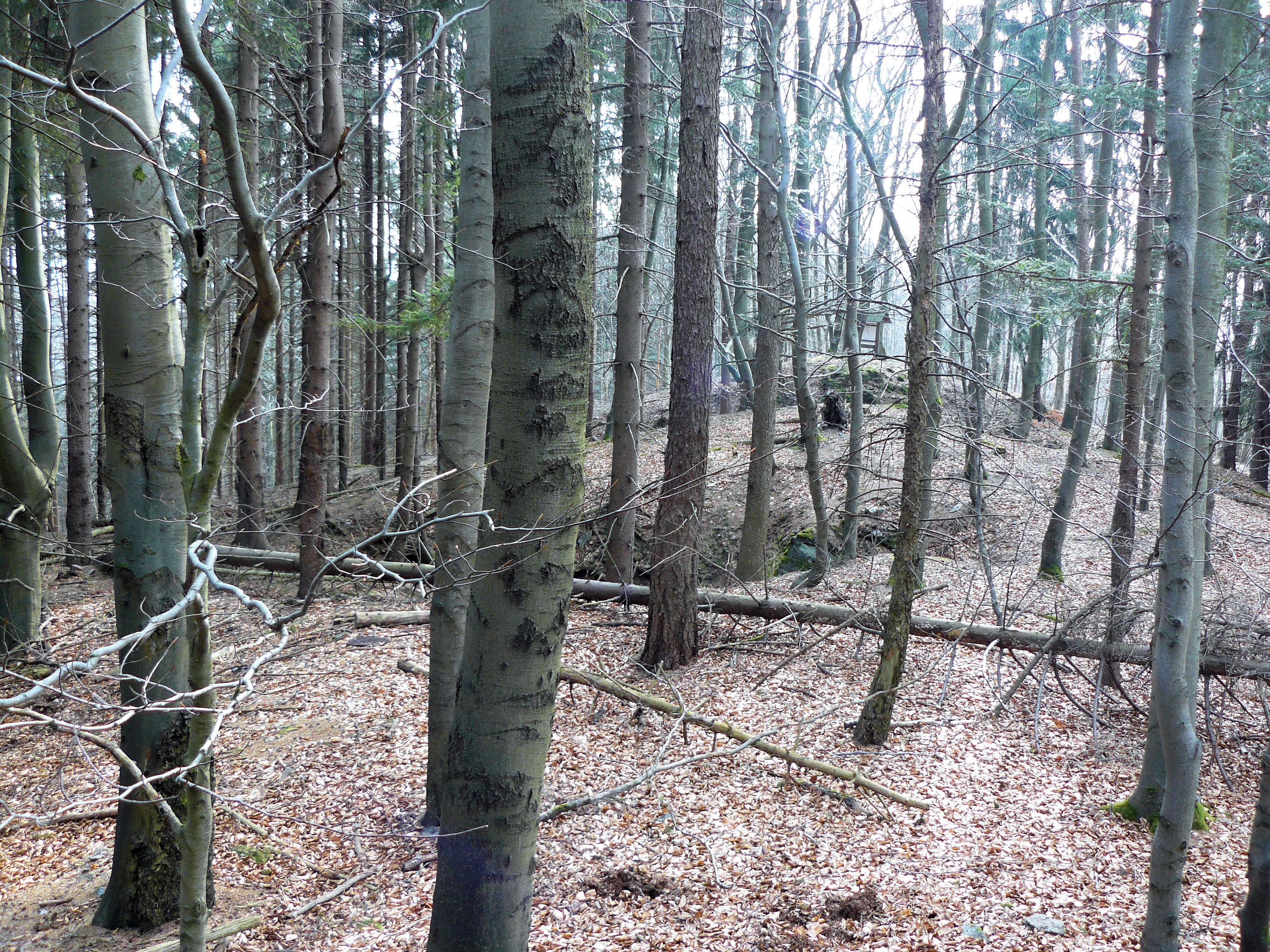
Die Grube, der vermutliche Standort des Turmes
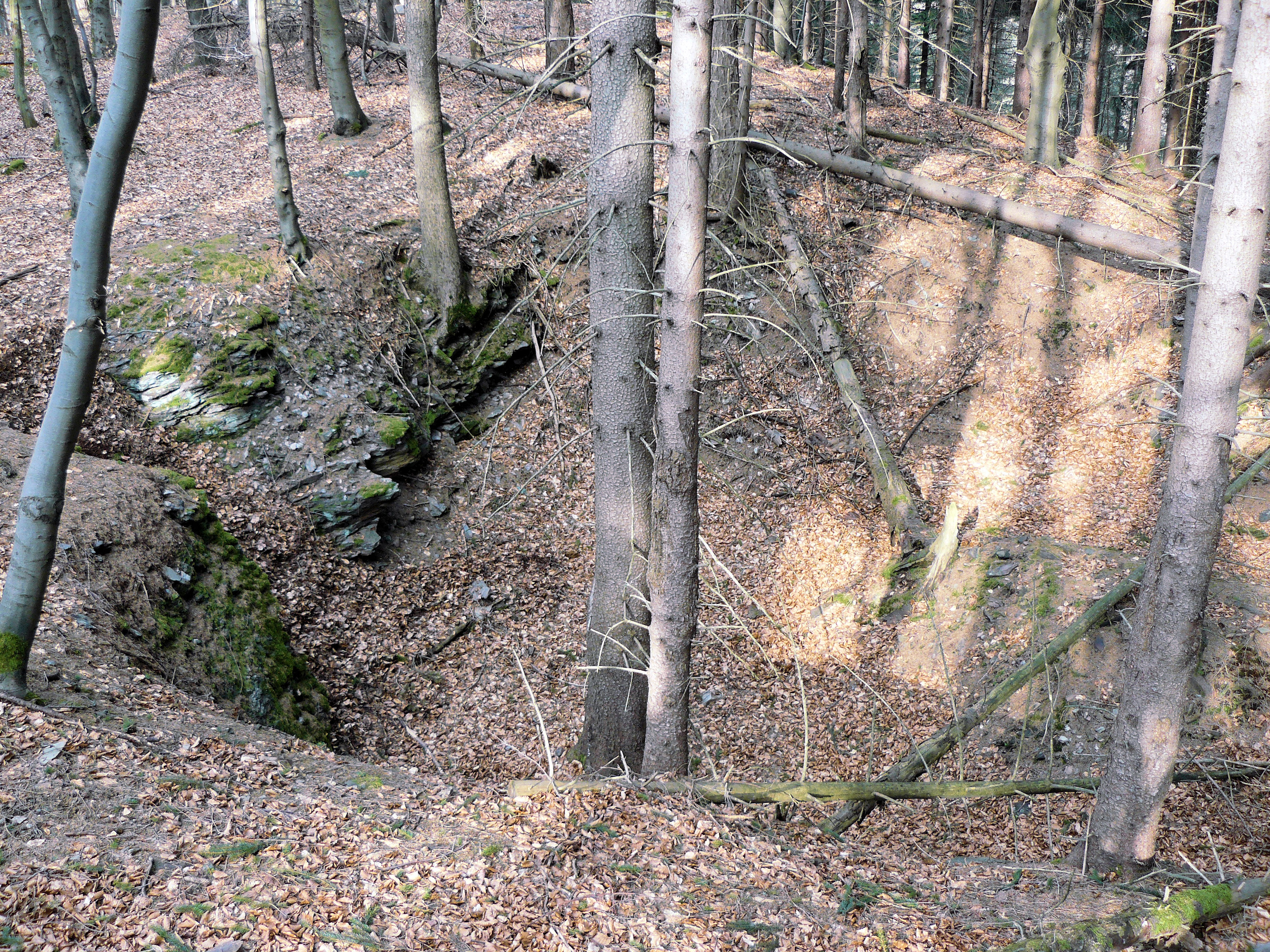
Die Grube mit der Treppenschräge
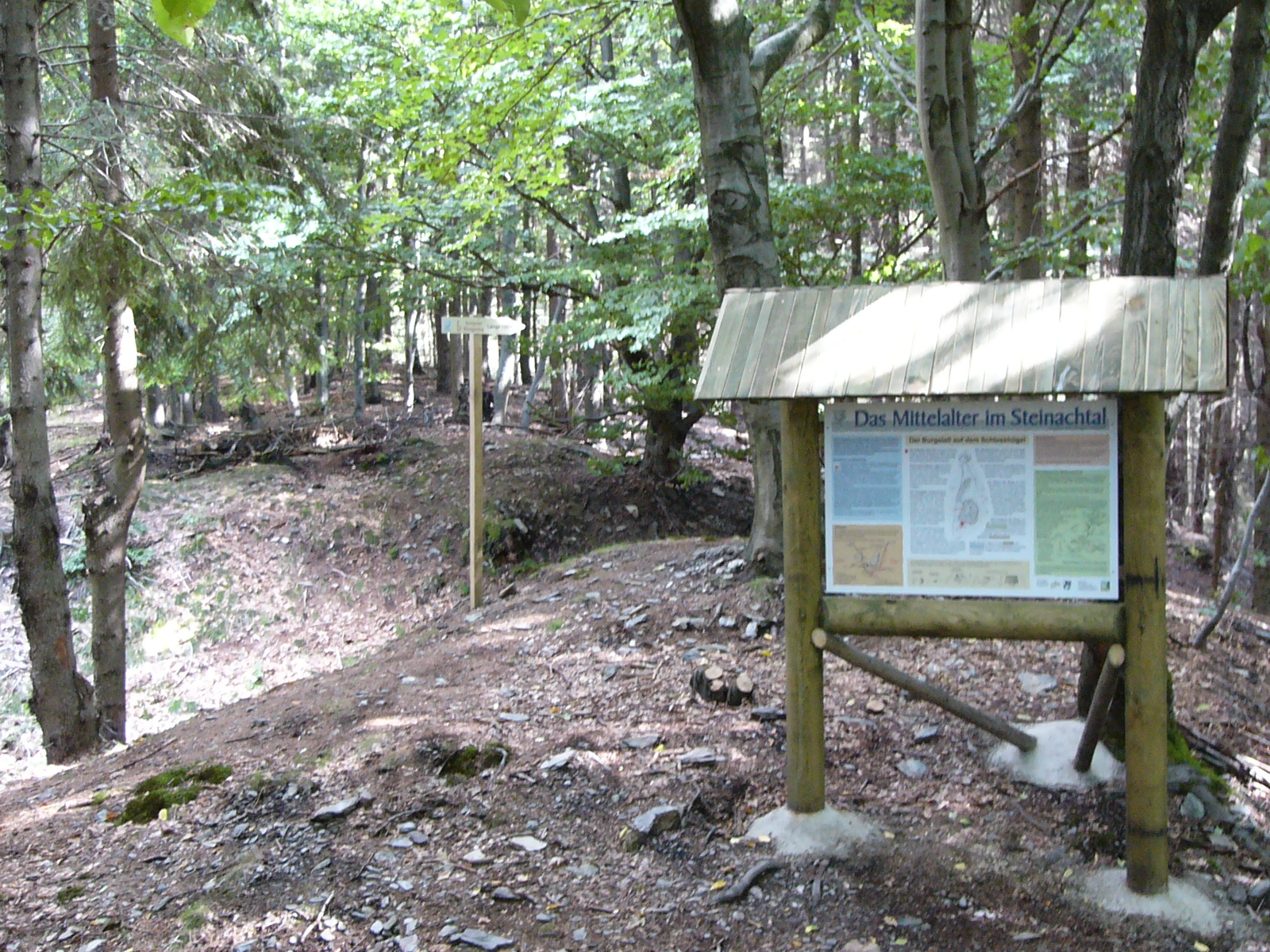
Informationstafel am Burgstall
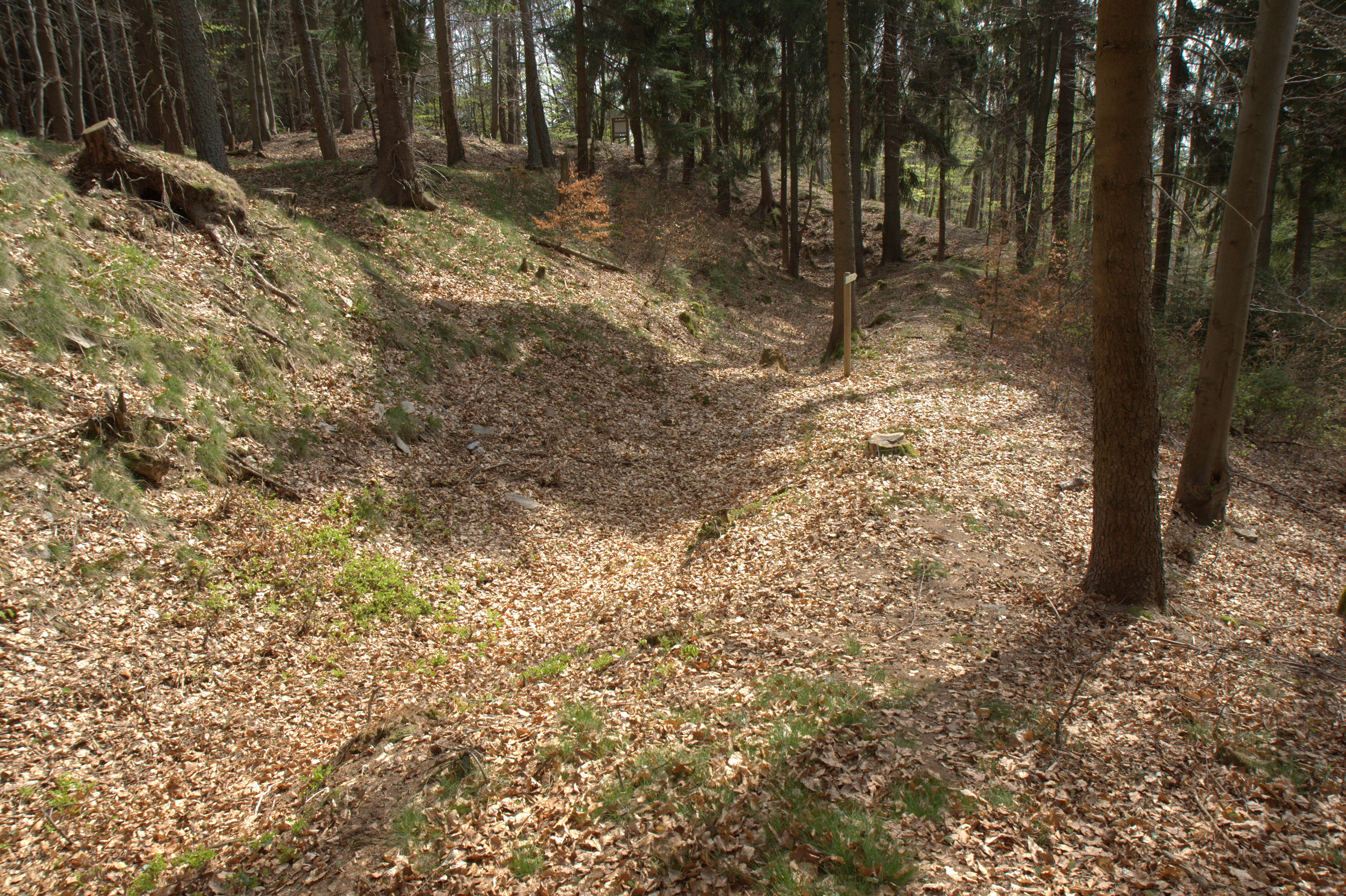
Bereich des Zugangs an der Westseite der Anlage
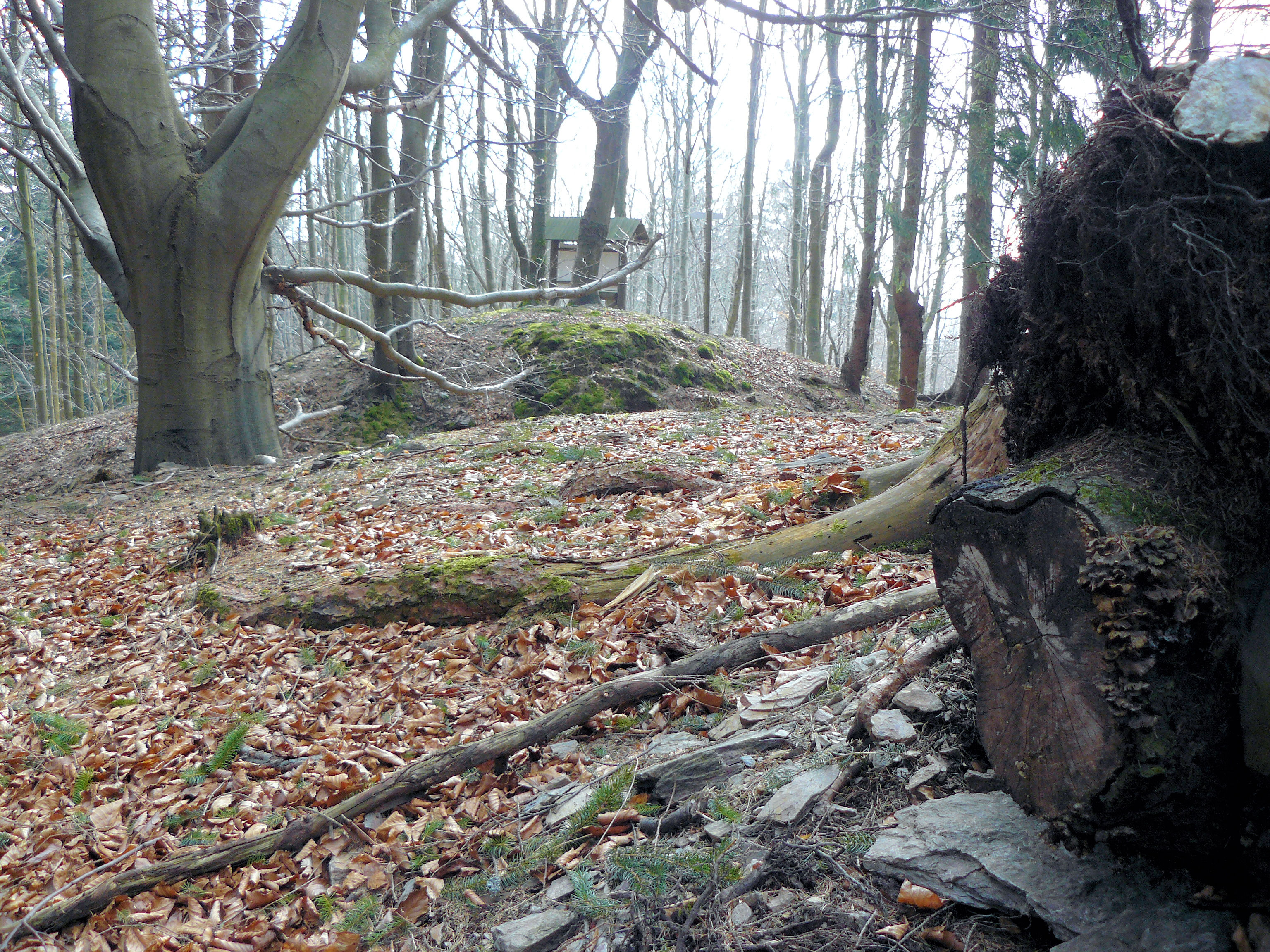
Blick vom inneren Bereich zur Informationstafel
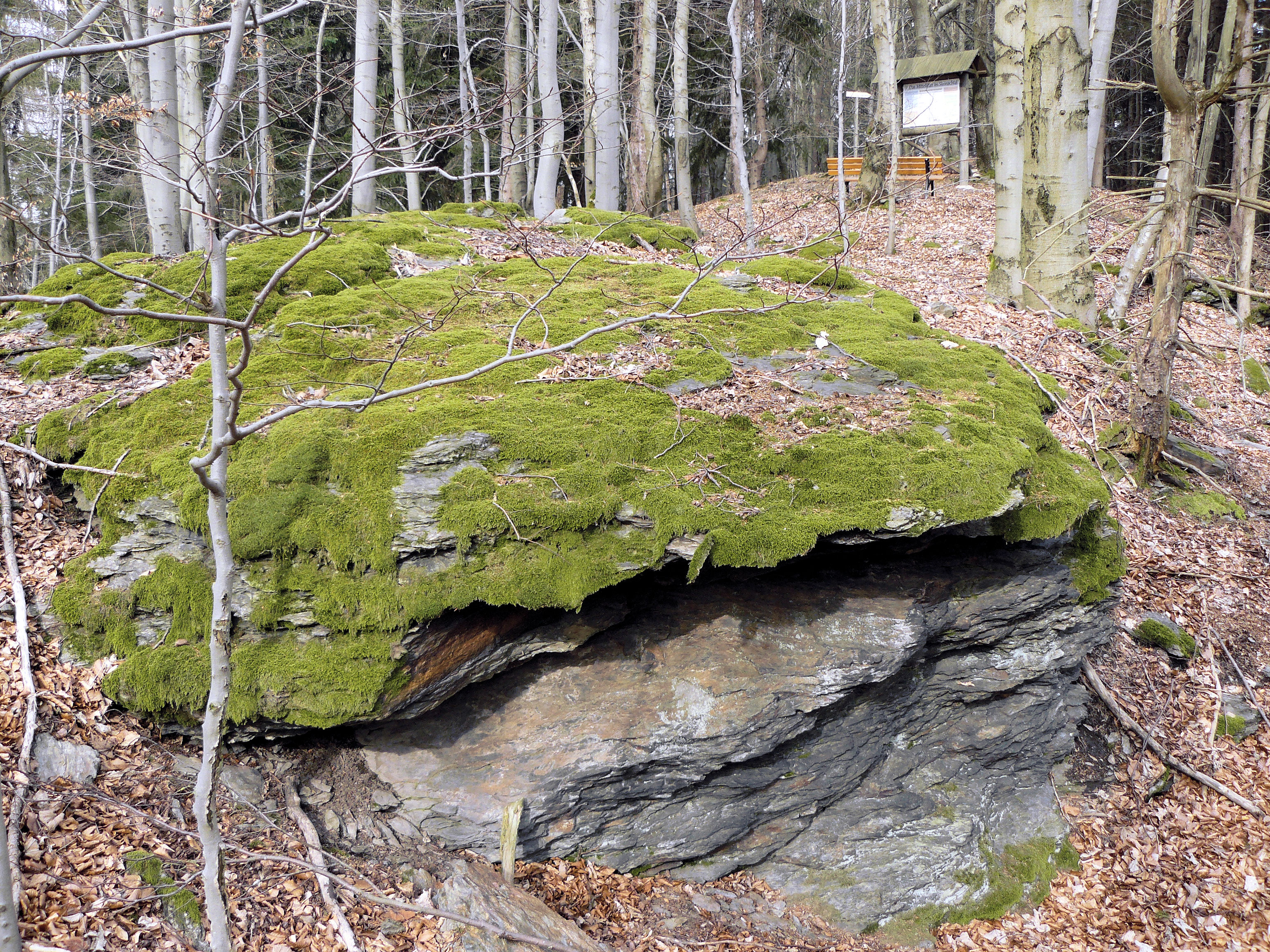
Blick von Süden zur Informationstafel